# Abralia andamanica
Abralia andamanica е вид главоного от семейство Enoploteuthidae.

## Разпространение
Видът е разпространен в Австралия, Индонезия, САЩ (Хавайски острови) и Япония.